# Danh sách sao lớn nhất
Dưới đây là danh sách các ngôi sao lớn nhất hiện được biết đến, được sắp xếp theo bán kính. Đơn vị tính là bán kính Mặt Trời (khoảng 695.700 km; 432.300 mi).
Đường kính góc của các ngôi sao có thể được đo trực tiếp bằng phép đo giao thoa sao. Các phương pháp khác là có thể sử dụng hiện tượng che khuất thiên thể hoặc che khuất sao đôi để tìm bán kính sao.
Tất cả các kích thước được nêu trong danh sách này đều có điểm không chính xác và có thể bị tranh cãi. Danh sách vẫn đang trong quá trình hoàn thiện và các tham số có xu hướng thay đổi.

## Danh sách các sao lớn nhất
Danh sách này không đầy đủ, bạn cũng có thể giúp mở rộng danh sách.
| Stephenson 2-18                               | 2.150                        | Ngôi sao lớn nhất trong vũ trụ cách rất xa Trái Đất, hơn 20.000 năm ánh sáng. |  |                             |         |  |  |  |
| Westerlund 1                                  | 2.000                        | |  |                             |         |  |  |  |
| Quỹ đạo của Sao Thổ                           | 1.940–2.169                  | Được báo cáo để tham khảo |  |                             |         |  |  |  |
| UY Scuti                                      | 1708 ± 192                   | Khoảng cách trong việc xác định kích thước: ± 192 bán kính Mặt Trời (Mặt Trời = 1). Ở mức nhỏ nhất, bán kính của UY Scuti lớn bằng VX Sagittarii (xem ở dưới).                                                                              |  |                             |         |  |  |  |
| NML Cygni                                     | 1.640 hoặc 1.183–2.770       | NML Cygni là một ngôi sao siêu khổng lồ bất thường bao quanh bởi một tinh vân và bị che lấp bởi bụi. |  |                             |         |  |  |  |
| WOH G64                                       | 1540 ± 77                    | Đây là ngôi sao lớn nhất trong LMC, nhưng bất thường ở vị trí và chuyển động và có thể vẫn còn một vầng hào quang khổng lồ. |  |                             |         |  |  |  |
| RW Cephei                                     | 1.535                        | RW Cep biến cả về độ sáng (ít nhất một trong 3) và loại quang phổ (quan sát từ G8 đến M), do đó có lẽ cũng có đường kính. Bởi vì các loại quang phổ và nhiệt độ ở độ sáng tối đa không được biết đến, kích thước trích dẫn chỉ là ước tính. |  |                             |         |  |  |  |
| Westerlund 1-26                               | 1.530-1.580 (–2.544)         | Các thông số rất không chắc chắn cho một ngôi sao khác thường với phát xạ vô tuyến mạnh. Phổ biến nhưng dường như không phải là độ sáng. |  |                             |         |  |  |  |
| VX Sagittarii                                 | 1.520                        | VX Sgr là một chuẩn tinh với một tầm nhìn lớn và thay đổi đáng kể về kích thước. |  |                             |         |  |  |  |
| KY Cygni                                      | 1.420–2.850                  | KY Cygni nằm trong một khu vực nhiều bụi, do đó rất khó khăn để xác định kích thước của nó. Kích thước được trích dẫn là các giá trị phù hợp với mô hình tiến hóa của sao, phạm vi thực tế có thể lớn hơn.                                  |  |                             |         |  |  |  |
| VY Canis Majoris                              | 1420 ± 120                   | Từng được xem là một ngôi sao siêu khổng lồ đỏ quá lớn mà nó trái với lý thuyết tiến hóa sao. Đo lường và dự toán được cải thiện đã giảm kích thước ước tính của nó.                                                                        |  |                             |         |  |  |  |
| AH Scorpii                                    | 1411 ± 124                   | AH Sco biến gần 3 độ lớn trong phạm vi thị giác, và khoảng 20% trong tổng số độ sáng. Sự thay đổi của đường kính là không rõ ràng bởi vì nhiệt độ cũng thay đổi.                                                                            |  |                             |         |  |  |  |
| VV Cephei A                                   | 1.400 hoặc 1.050–1.800       | |  |                             |         |  |  |  |
| HR 5171 A                                     | 1315 ± 260                   | HR 5171 A là một ngôi sao trong một hệ sao đôi, mất dần khối lượng. |  |                             |         |  |  |  |
| SMC 018136                                    | 1.310                        | |  |                             |         |  |  |  |
| Mu Cephei (Herschel's "Garnet Star")          | 1.260 hoặc 650 R☉–1,420 R☉   | |  |                             |         |  |  |  |
| BI Cygni                                      | 1.240                        | |  |                             |         |  |  |  |
| S Persei                                      | 1.230                        | |  |                             |         |  |  |  |
| RAFGL 2139                                    | 1.200                        | |  |                             |         |  |  |  |
| PZ Cassiopeiae                                | 1.190-1.940 hoặc 1.260-1.340 | |  |                             |         |  |  |  |
| BC Cygni                                      | 1.140-1.230                  | |  |                             |         |  |  |  |
| RT Carinae                                    | 1.090                        | |  |                             |         |  |  |  |
| V396 Centauri                                 | 1.070                        | |  |                             |         |  |  |  |
| Quỹ đạo của Sao Mộc                           | 1.064–1.173                  | Được báo cáo để tham khảo |  |                             |         |  |  |  |
| HV 11423                                      | 1.060–1.220                  | |  |                             |         |  |  |  |
| CK Carinae                                    | 1.060                        | |  |                             |         |  |  |  |
| U Lacertae                                    | 1.025                        | |  |                             |         |  |  |  |
| KW Sagittarii                                 | 1.009-1.460                  | |  |                             |         |  |  |  |
| NR Vulpeculae                                 | 980                          | |  |                             |         |  |  |  |
| GCIRS 7                                       | 960 ± 92                     | |  |                             |         |  |  |  |
| S Cassiopeiae                                 | 930                          | |  |                             |         |  |  |  |
| IX Carinae                                    | 920                          | |  |                             |         |  |  |  |
| HV 2112                                       | 915                          | |  |                             |         |  |  |  |
| NSV 25875                                     | 891                          | |  |                             |         |  |  |  |
| Betelgeuse (Alpha Orionis)                    | 887 ± 203–1.200              | |  |                             |         |  |  |  |
| V437 Scuti                                    | 874                          | |  |                             |         |  |  |  |
| V602 Carinae                                  | 860-1.050                    | |  |                             |         |  |  |  |
| V669 Cassiopeiae                              | 859                          | |  |                             |         |  |  |  |
| V1185 Scorpii                                 | 830                          | |  |                             |         |  |  |  |
| Giới hạn xa nhất của vành đai tiểu hành tinh  | 816                          | Được báo cáo để tham khảo |  | Antares A (Alpha Scorpii A) | 800–900 |  |  |  |
| BO Carinae                                    | 790                          | |  |                             |         |  |  |  |
| SU Persei                                     | 780                          | |  |                             |         |  |  |  |
| RS Persei                                     | 770-1.000                    | |  |                             |         |  |  |  |
| AV Persei                                     | 770                          | |  |                             |         |  |  |  |
| V355 Cepheus                                  | 300-770                      | |  |                             |         |  |  |  |
| V915 Scorpii                                  | 760                          | |  |                             |         |  |  |  |
| S Cephei                                      | 760                          | |  |                             |         |  |  |  |
| HD 303250                                     | 750                          | |  |                             |         |  |  |  |
| V382 Carinae                                  | 747                          | Là sao siêu khổng lồ vàng, một trong những loại sao hiếm nhất. |  |                             |         |  |  |  |
| RU Virginis                                   | 742                          | |  |                             |         |  |  |  |
| V648 Cassiopeiae                              | 710                          | |  |                             |         |  |  |  |
| XX Persei                                     | 710                          | |  |                             |         |  |  |  |
| TV Geminorum                                  | 620-710 (–770)               | |  |                             |         |  |  |  |
| V528 Carinae                                  | 700                          | |  |                             |         |  |  |  |
| Các ngôi sao dưới đây dùng để so sánh.        |                              | |  |                             |         |  |  |  |
| V354 Cephei                                   | 690-1.520                    | |  |                             |         |  |  |  |
| CE Tauri                                      | 608                          | |  |                             |         |  |  |  |
| R Leporis (Hind's "Crimson Star")             | 400–535                      | |  |                             |         |  |  |  |
| Rho Cassiopeiae                               | 400-500                      | |  |                             |         |  |  |  |
| Giới hạn gần nhất của vành đai tiểu hành tinh | 412                          | Được báo cáo để tham khảo |  |                             |         |  |  |  |
| Mira A (Omicron Ceti)                         | 332–402                      | |  |                             |         |  |  |  |
| V509 Cassiopeiae                              | 400–900                      | |  |                             |         |  |  |  |
| CW Leonis                                     | 250–500                      | |  |                             |         |  |  |  |
| V838 Monocerotis                              | 380                          | |  |                             |         |  |  |  |
| S Doradus                                     | 100-380                      | |  |                             |         |  |  |  |
| R Doradus                                     | 370                          | |  |                             |         |  |  |  |
| The Pistol Star                               | 340                          | |  |                             |         |  |  |  |
| La Superba (Y Canum Venaticorum)              | 307-390                      | |  |                             |         |  |  |  |
| Quỹ đạo của Sao Hỏa                           | 297–358                      | Được báo cáo để tham khảo |  |                             |         |  |  |  |
| Alpha Herculis (Ras Algethi)                  | 284±60                       | |  |                             |         |  |  |  |
| Eta Carinae A (Tseen She)                     | 250                          | |  |                             |         |  |  |  |
| Quỹ đạo của Trái Đất                          | 211–219                      | Được báo cáo để tham khảo |  |                             |         |  |  |  |
| Deneb (Alpha Cygni)                           | 203                          | |  |                             |         |  |  |  |
| Quỹ đạo của Sao Kim                           | 154–157                      | Được báo cáo để tham khảo |  |                             |         |  |  |  |
| Epsilon Aurigae A (Almaaz)                    | 143-358                      | |  |                             |         |  |  |  |
| LBV 1806-20                                   | 120                          | |  |                             |         |  |  |  |
| Peony Nebula Star                             | 92                           | |  |                             |         |  |  |  |
| Rigel A (Beta Orionis A)                      | 78.9                         | |  |                             |         |  |  |  |
| Canopus (Alpha Carinae)                       | 71                           | |  |                             |         |  |  |  |
| Albireo A (Beta Cygni A)                      | 69                           | |  |                             |         |  |  |  |
| Quỹ đạo của Sao Thủy                          | 66–100                       | Được báo cáo để tham khảo |  |                             |         |  |  |  |
| Aldebaran (Alpha Tauri)                       | 44,2                         | |  |                             |         |  |  |  |
| Polaris (Alpha Ursae Minoris)                 | 37,5                         | |  |                             |         |  |  |  |
| R136a1                                        | 35,4                         | |  |                             |         |  |  |  |
| Arcturus (Alpha Boötis)                       | 25,4                         | |  |                             |         |  |  |  |
| HDE 226868                                    | 20-22                        | |  |                             |         |  |  |  |
| VV Cephei B                                   | 13-25                        | |  |                             |         |  |  |  |
| Capella A (Alpha Aurigae A)                   | 11,98                        | |  |                             |         |  |  |  |
| Mặt Trời                                      | 1                            | Được báo cáo để tham khảo |  |                             |         |  |  |  |